# Ax-les-Thermes
Ax-les-Thermes är en kommun i departementet Ariège i regionen Occitanien i södra Frankrike. Kommunen ligger  i kantonen Ax-les-Thermes som ligger i arrondissementet Foix. År 2022 hade Ax-les-Thermes 1 277 invånare.

## Befolkningsutveckling
Antalet invånare i kommunen Ax-les-Thermes
Referens: INSEE

## Galleri

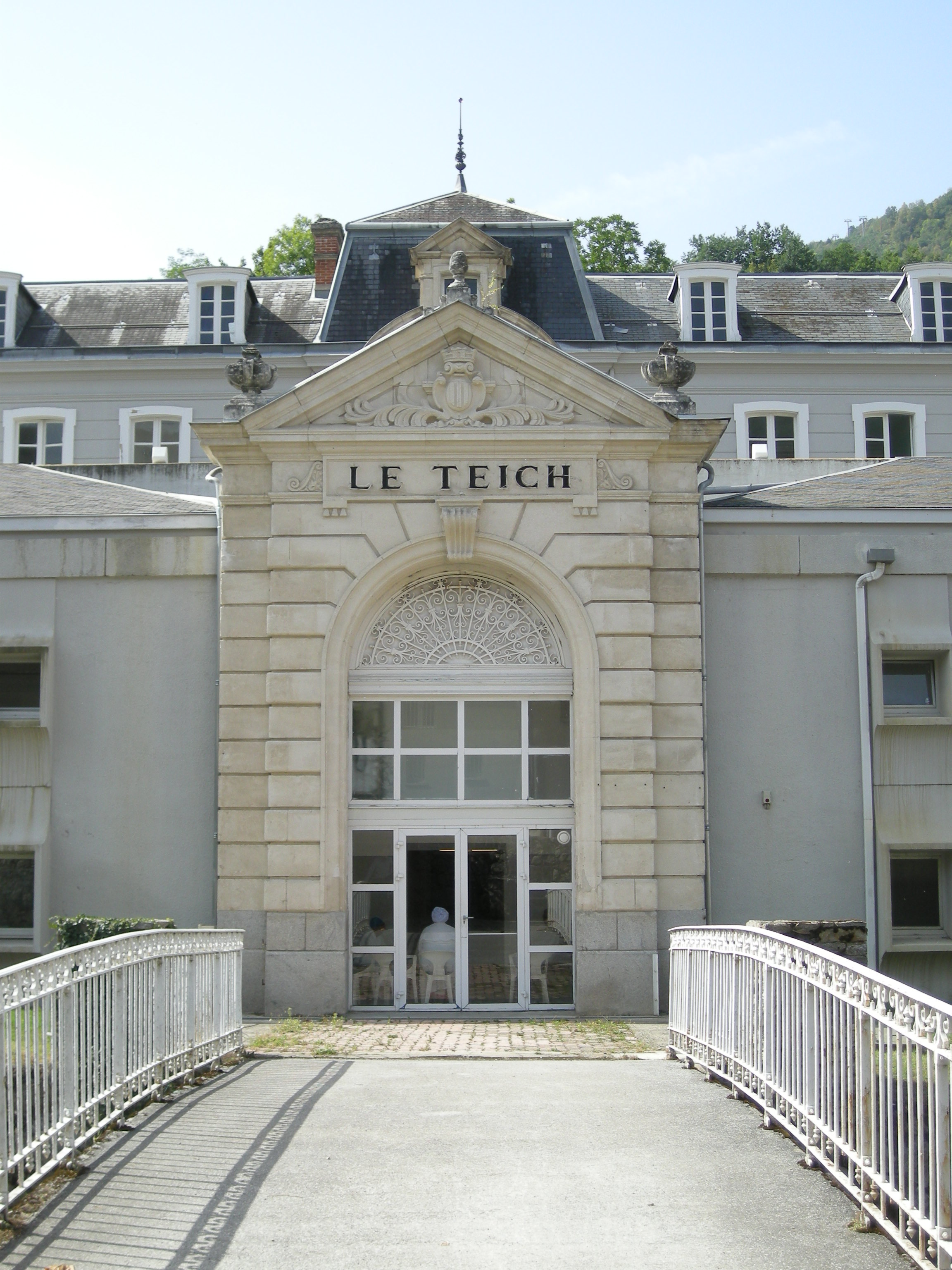
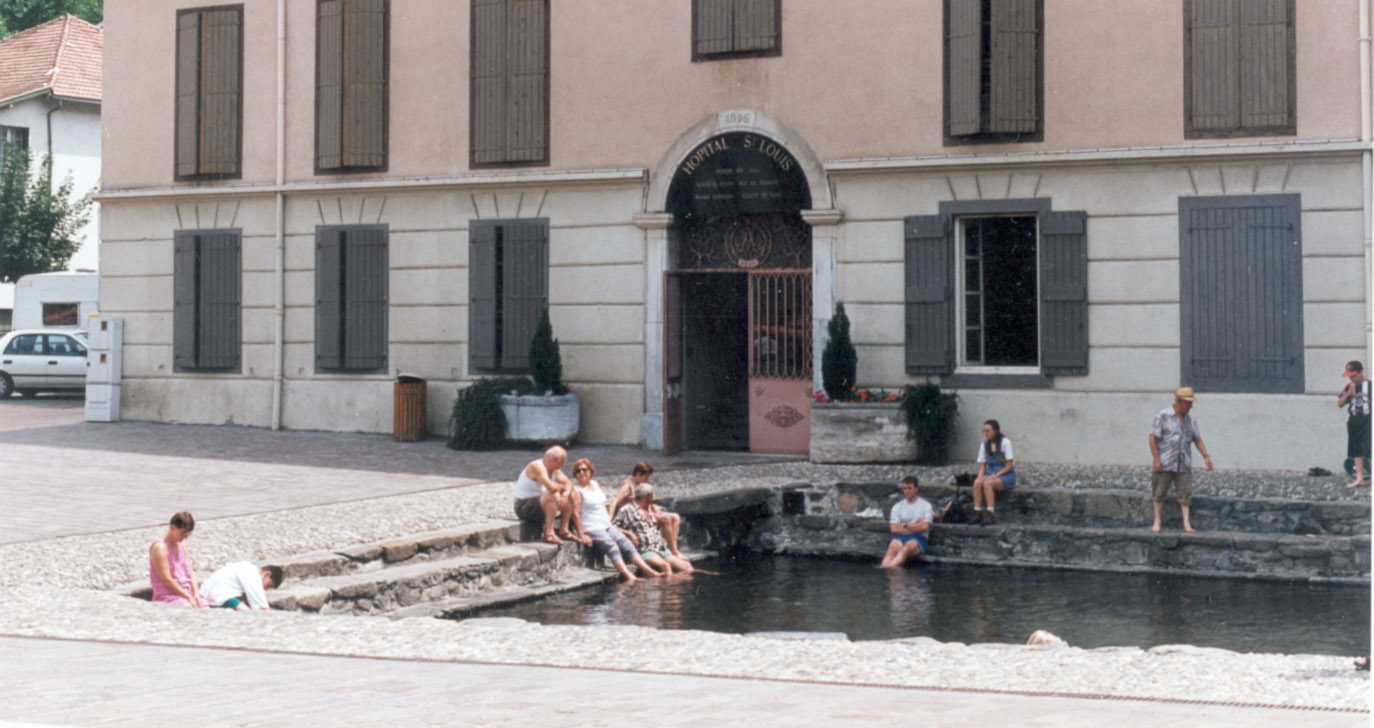
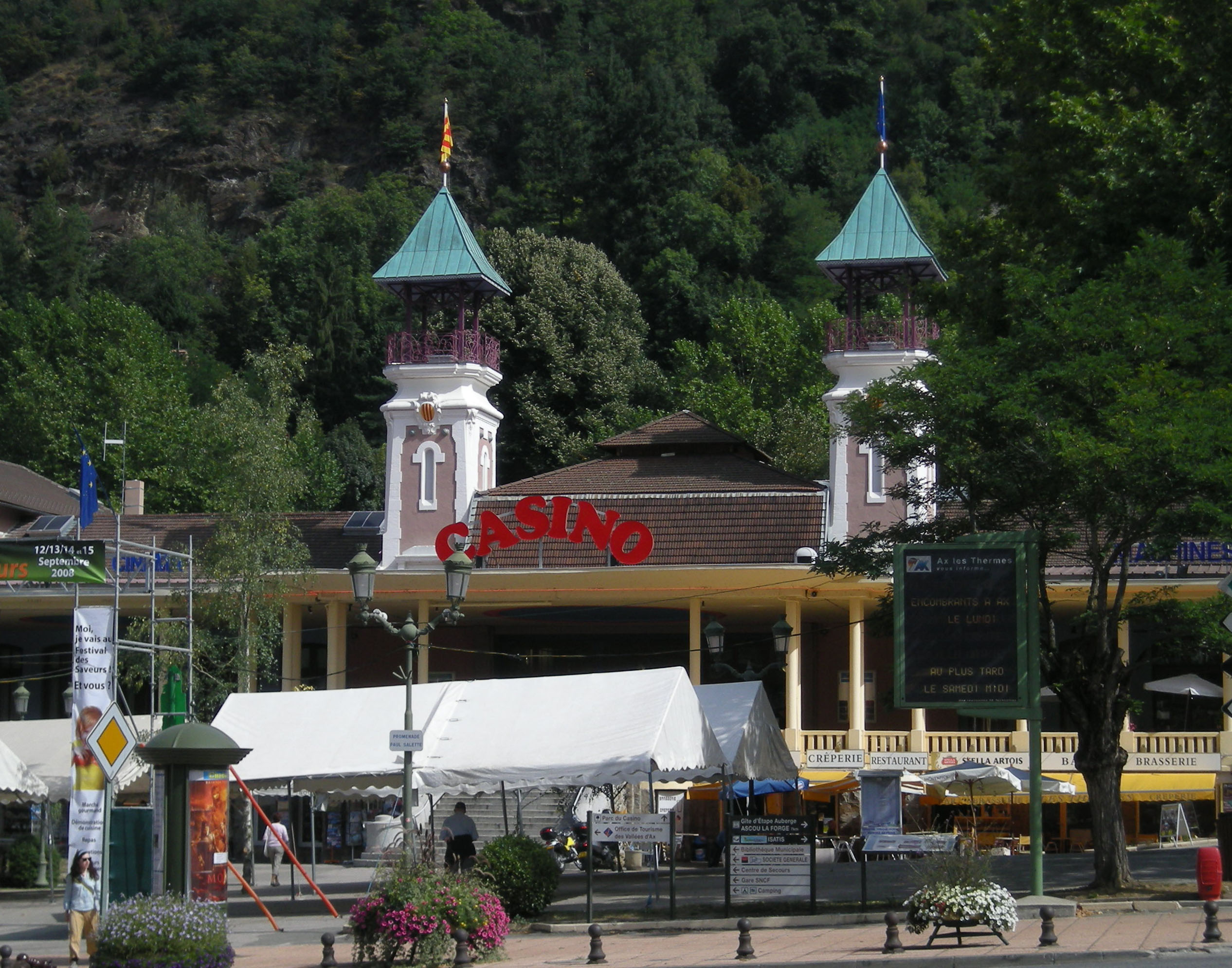
Kasinot
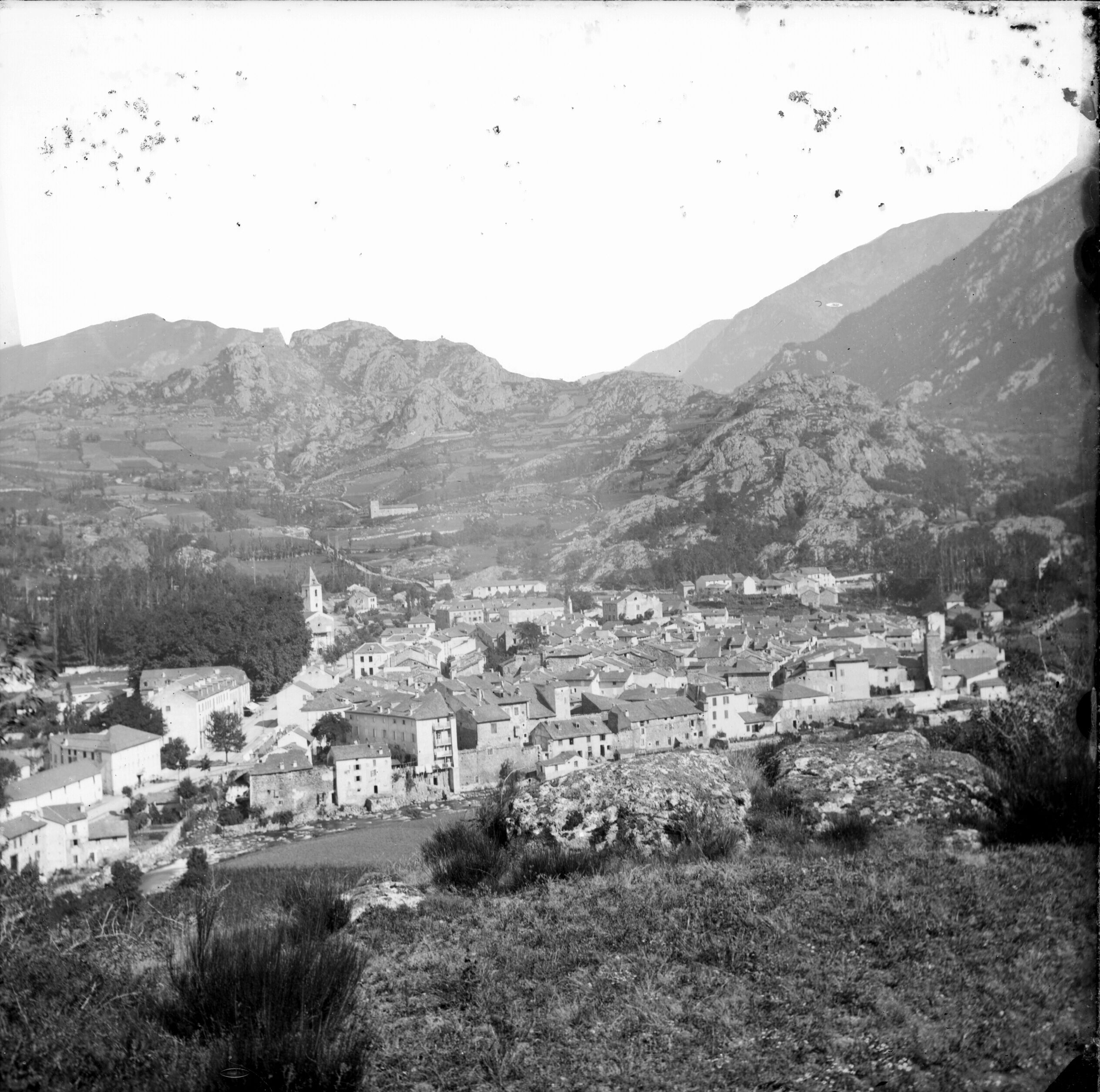